# Joan FitzAlan
Joan FitzAlan (Castello di Arundel, 1347 – 7 aprile 1419) fu la moglie di Humphrey di Bohun, VII conte di Hereford, da lui ebbe diversi figli fra cui anche Maria di Bohun il che la rende la nonna materna di Enrico V d'Inghilterra. Nel 1400 Joan diede l'ordine che decapitassero John Holland, I duca di Exeter quale vendetta per il ruolo che aveva avuto nel complotto che aveva portato alla morte di suo fratello Richard FitzAlan, XI conte di Arundel. Le proprietà in suo possesso, costituite in buona parte anche dalla sua dote, ne fecero la principale proprietaria terriera dell'intero Essex.

## I fratelli e le sorelle
Joan FitzAlan nacque nel Castello di Arundel nel 1347, figlia maggiore di Richard FitzAlan, X conte di Arundel ed Eleonora di Lancaster. Suoi nonni materni erano Henry Plantageneto e Maud Chaworth, mentre da parte di padre era nipote di Edmund FitzAlan, IX conte di Arundel e Alice de Warenne.
Fratelli e sorelle di Joan erano:
- Richard FitzAlan, XI conte di Arundel, che sposò Elizabeth de Bohun, pronipote di Edoardo I d'Inghilterra e che venne decapitato per aver tramato contro Riccardo II d'Inghilterra
- John FitzAlan (1348circa-16 dicembre 1379) che rivestì la carica di Conte maresciallo di Inghilterra dal 1377 alla morte avvenuta per annegamento in un naufragio dopo aver sconfitto i francesi al largo delle coste della Cornovaglia
- Alice FitzAlan che sposò Thomas Holland, II conte di Kent
- Thomas Arundel, Arcivescovo di Canterbury
- Mary FitzAlan (morta 29 agosto 1396), nonna di John Talbot, I conte di Shrewsbury
- Eleanor FitzAlan (1356-prima del 1366).

Dal primo matrimonio del padre con Isabel le Despenser erano nati:
- Edmund di Arundel (1327-dopo il 1377)

mentre dal primo matrimonio della madre erano nati:
- Henry de Beaumont (4 aprile 1340-17 giugno 1369) che sposò Maud de Badlesmere
- Matilda de Beaumont (morta luglio 1367)

## Sposa e vedova
In un momento imprecisato dopo il 9 settembre 1359 Joan andò in sposa a Humphrey di Bohun, VII conte di Hereford, uno dei più potenti nobili del regno, i suoi contadi comprendevano quello di Hereford, dell'Essex e di Northampton. Suo padre era infatti William de Bohun, I conte di Northampton (1312circa-16 settembre 1360), nipote di Edoardo I d'Inghilterra, mentre sua madre era Elizabeth de Badlesmere. L'unione di Joan ed Humphrey, eredi di due delle più preminenti famiglie del paese diede forma all'alleanza fra le due famiglie fortificata dalle nozze che il fratello di Joan, Richard, celebrò con la sorella di Humphrey, Elizabeth.
Insieme Joan ed Humphrey ebbero due figlie, che, alla morte del padre, si divisero le proprietà di famiglia:
- Eleanor de Bohun (1366circa-3 ottobre 1399) che sposò Tommaso Plantageneto, I duca di Gloucester, figlio minore di Edoardo III d'Inghilterra
- Maria di Bohun che sposò Enrico IV d'Inghilterra.

Joan rimase vedova nel gennaio del 1373 quando aveva circa 25 o 26 anni e scelse di non rimaritarsi mai. Le sue due figlie passarono sotto la custodia di Edoardo III che fece dono a Joan del castello di Langham che ella detenne fino alla morte e che andò ad aggiungersi alle già numerose residenze in suo possesso. Il grande numero di terre che deteneva la resero una delle maggiori proprietarie terriere dell'Essex e la misero esattamente al centro di quella grande struttura che costituiva la nobiltà terriera inglese per la quale ella agì come consigliere. Per altro in alcune occasioni Joan fece da tramite con la corona e arbitrò diverse controversie.
Durante la Rivolta dei contadini del 1381 alcuni dei castelli di Joan vennero saccheggiati, ma questo non la fermò dall'espandere ulteriormente le proprie terre dopo che la ribellione venne sedata o a rendere più proficui i propri allevamenti tanto che incoraggiò le pratiche della tintura e della Follatura della lana nelle proprie terre.
Esiste ancora un documento, scritto in latino, in cui si attesta un pagamento che Joan fece a Giovanni Plantageneto, I duca di Lancaster, per il mantenimento della figlia Maria che poi sposò Enrico, figlio di Giovanni, nel 1384.
Joan fu anche patronessa dell'abbazia di Walden cui donò denaro per le reliquie, i paramenti, la costruzione di nuovi edifici ed altro ancora.

## La vendetta e la morte
Nel 1397 suo fratello Richard venne giustiziato per essersi opposto a Riccardo II d'Inghilterra e ad accompagnarlo al patibolo allestito alla Torre di Londra fu John Holland, I duca di Exeter. Nel 1400 John si trovò coinvolto in una cospirazione per uccidere il nuovo re Enrico IV d'Inghilterra, che aveva deposto Riccardo in quell'anno, e venne catturato presso una delle residenze di Joan al villaggio di Pleshey e per questo venne sottoposto al suo giudizio.
Joan era considerata una donna dal carattere severo e per questo non gli mostrò pietà e lo condannò alla decapitazione dopo aver convocato i propri nipoti perché assistessero alla morte dell'uomo che aveva portato al patibolo il loro padre. La condanna fu decisa senza processo e Joan ordinò che la testa fosse posta sulla cima di una picca sopra le merlature del castello.
Enrico la ricompensò per quel servizio reso alla corona dandole le terre e le proprietà confiscate a John.
Joan morì il 7 aprile 1419 sotto il regno di suo nipote Enrico V e venne da lui sepolta presso l'abbazia di Walden.
La sua figura compare nel romanzo di Georgette Heyer My Lord John ambientato nel regno di Enrico IV.

## Ascendenza
|                                            |                                             |                                      | Genitori                                  |  |  | Nonni |  |  | Bisnonni                                |  |  | Trisnonni                           |  |
|                                            |                                             |                                      |                                           |  |  |       |  |  | Richard FitzAlan, VIII conte di Arundel |  |  | John FitzAlan, VII conte di Arundel |  |
|                                            |                                             |                                      |                                           |  |  |       |  |  | Richard FitzAlan, VIII conte di Arundel |  |  | John FitzAlan, VII conte di Arundel |  |
|                                            |                                             | Isabella Mortimer                    |                                           |  |  |       |  |  | Richard FitzAlan, VIII conte di Arundel |  |  |                                     |  |
| Edmund FitzAlan, IX conte di Arundel       |                                             |                                      |                                           |  |  |       |  |  | Richard FitzAlan, VIII conte di Arundel |  |  |                                     |  |
|                                            |                                             | Alice di Saluzzo                     | Tommaso I di Saluzzo                      |  |  |       |  |  |                                         |  |  |                                     |  |
|                                            |                                             | Alice di Saluzzo                     | Tommaso I di Saluzzo                      |  |  |       |  |  |                                         |  |  |                                     |  |
|                                            |                                             | Alice di Saluzzo                     | Luigia di Ceva                            |  |  |       |  |  |                                         |  |  |                                     |  |
| Richard FitzAlan, X conte di Arundel       |                                             | Alice di Saluzzo                     |                                           |  |  |       |  |  |                                         |  |  |                                     |  |
|                                            |                                             | William de Warenne                   | Giovanni de Warenne, VI conte di Surrey   |  |  |       |  |  |                                         |  |  |                                     |  |
|                                            |                                             | William de Warenne                   | Giovanni de Warenne, VI conte di Surrey   |  |  |       |  |  |                                         |  |  |                                     |  |
|                                            |                                             | William de Warenne                   | Alice di Lusignano                        |  |  |       |  |  |                                         |  |  |                                     |  |
| Alice de Warenne                           |                                             | William de Warenne                   |                                           |  |  |       |  |  |                                         |  |  |                                     |  |
|                                            |                                             | Joan de Vere                         | Robert de Vere, V conte di Oxford         |  |  |       |  |  |                                         |  |  |                                     |  |
|                                            |                                             | Joan de Vere                         | Robert de Vere, V conte di Oxford         |  |  |       |  |  |                                         |  |  |                                     |  |
|                                            |                                             | Joan de Vere                         | Alice de Sanford                          |  |  |       |  |  |                                         |  |  |                                     |  |
| Joan FitzAlan                              |                                             | Joan de Vere                         |                                           |  |  |       |  |  |                                         |  |  |                                     |  |
|                                            | Enrico Plantageneto, III conte di Lancaster | Edoardo III d'Inghilterra            |                                           |  |  |       |  |  |                                         |  |  |                                     |  |
|                                            | Enrico Plantageneto, III conte di Lancaster | Edoardo III d'Inghilterra            |                                           |  |  |       |  |  |                                         |  |  |                                     |  |
|                                            | Enrico Plantageneto, III conte di Lancaster | Eleonora di Provenza                 |                                           |  |  |       |  |  |                                         |  |  |                                     |  |
| Edmondo Plantageneto, I conte di Lancaster | Enrico Plantageneto, III conte di Lancaster |                                      |                                           |  |  |       |  |  |                                         |  |  |                                     |  |
|                                            |                                             | Bianca d'Artois                      | Roberto I d'Artois                        |  |  |       |  |  |                                         |  |  |                                     |  |
|                                            |                                             | Bianca d'Artois                      | Roberto I d'Artois                        |  |  |       |  |  |                                         |  |  |                                     |  |
|                                            |                                             | Bianca d'Artois                      | Mathilde di Brabante                      |  |  |       |  |  |                                         |  |  |                                     |  |
| Eleonora di Lancaster                      |                                             | Bianca d'Artois                      |                                           |  |  |       |  |  |                                         |  |  |                                     |  |
|                                            |                                             | Patrick Chawort, Signore di Kidwelly | Patrick Chaworth                          |  |  |       |  |  |                                         |  |  |                                     |  |
|                                            |                                             | Patrick Chawort, Signore di Kidwelly | Patrick Chaworth                          |  |  |       |  |  |                                         |  |  |                                     |  |
|                                            |                                             | Patrick Chawort, Signore di Kidwelly | Hawise de Londres                         |  |  |       |  |  |                                         |  |  |                                     |  |
| Maud Chaworth                              |                                             | Patrick Chawort, Signore di Kidwelly |                                           |  |  |       |  |  |                                         |  |  |                                     |  |
|                                            |                                             | Isabella di Beauchamp                | William de Beauchamp, IX conte di Warwick |  |  |       |  |  |                                         |  |  |                                     |  |
|                                            |                                             | Isabella di Beauchamp                | William de Beauchamp, IX conte di Warwick |  |  |       |  |  |                                         |  |  |                                     |  |
|                                            |                                             | Isabella di Beauchamp                | Maud FitzJohn                             |  |  |       |  |  |                                         |  |  |                                     |  |
|                                            |                                             | Isabella di Beauchamp                |                                           |  |  |       |  |  |                                         |  |  |                                     |  |